# Ikáma
Az ikáma arab szó vallási tekintetben imára állítást jelent. Az imárahívás (adhan) után hangzik el, vagy azonnal, vagy legfeljebb 15 perccel azt követően, akkor, mikor az imám, azaz az imavezető már elfoglalta a helyét a hívek előtt. Az imádkozók az ikáma hallatán szaffokba, sorokba rendeződnek. Az ikáma megegyezik az adhan szövegével azzal a kivétellel, hogy az ikámában kétszer elhangzik a "kadkamatisz-szalah" kifejezés, melynek jelentése: elkezdődött az ima.
Az ikámát eltérő módon olvassák a hanafi és a sáfii jogi iskola követői. Az előbbiek az adhan teljes szövegét megismétlik, az utóbbiak csak annak felét. A "kadkamatisz-szalah" kifejezést mindkét jogi iskola követői kétszer említik.